# سوهان‌ماهی نارنجی
سوهان‌ماهی نارنجی(نام علمی: Aluterus schoepfii) نام یک گونه از تیره سوهان‌ماهی است.